# Мароко на Светском првенству у атлетици у дворани 2016.
Мароко је учествовао на 16. Светском првенству у атлетици у дворани 2016. одржаном у Портланду (САД) од 17. до 20. марта шестаести пут, односно учествовао је на свим првенствима до данас. Rепрезентацију Мароко представљало је 4 такмичара (2 мушкарца и 2 жене), који су се такмичили у 4 дисциплине (2 мушке и 2 женске).,
На овом првенству Мароко није освојио ни једну медаљу. У табели успешности према броју и пласману такмичара који су учествовали у финалним такмичењима (првих 8 такмичара) Мароко је са 2 учесника у финалу дели 26. место са 8 бодова.
| Плас. | Земља  | 1. место | 2. место | 3. место | 4. место | 5. место | 6. место | 7. место | 8. место | Бр. финал. | Бод. |
| ----- | ------ | -------- | -------- | -------- | -------- | -------- | -------- | -------- | -------- | ---------- | ---- |
| =26.  | Мароко | 0        | 0        | 0        | 1        | 0        | 1        | 0        | 0        | 2          | 8    |

## Учесници
| Мушкарци: - Мустафа Смаили — 800 м - Абдалати Игидер — 3.000 м | Жене: - Малика Акаоуи — 800 м - Рабабе Арафи — 1.500 м |  |

## Резултати

### Мушкарци
| Атлетичар       | Дисциплина | Лични рекорд | Квалификације | Квалификације | Финале   | Финале | Детаљи |
| Атлетичар       | Дисциплина | Лични рекорд | Резултат      | Место         | Резултат | Место  | Детаљи |
| --------------- | ---------- | ------------ | ------------- | ------------- | -------- | ------ | ------ |
| Мустафа Смаили  | 800 м      | 1:46,50      | 1:52,16 КВ    | 1. у гр. 1    | 1:52,32  | 6 / 15 |        |
| Абдалати Игидер | 3.000 м    | 7:34,92      | 7:51,65 КВ    | 1. у гр. 2    | 7:58,04  | 4 / 18 |        |

### Жене
| Атлетичарка   | Дисциплина | Лични рекорд | Квалификације | Квалификације | Финале                | Финале  | Детаљи |
| Атлетичарка   | Дисциплина | Лични рекорд | Резултат      | Место         | Резултат              | Место   | Детаљи |
| ------------- | ---------- | ------------ | ------------- | ------------- | --------------------- | ------- | ------ |
| Малика Акаоуи | 800 м      | 1:59,01 НР   | 2:04,00       | 5. у гр. 2    | Нису се квалификовале | 11 / 17 |        |
| Рабабе Арафи  | 1.500 м    | 4:04,53      | 4:10,82       | 6. у гр. 1    | Нису се квалификовале | 10 / 20 |        |